# 鋼鉄機神 アダマスマキナ
鋼鉄機神 アダマスマキナは、タカラトミーが展開するハイターゲット向け商品である。「T-SPARK」の一レーベルで、完成品合金モデルトイとして発売。タカラトミーのロボットメカコンテンツの新たなる解釈でデザイナーによるデザインアレンジで再現し、新たなるメカ像の構築するとしている。

## 製品

### トランスフォーマー
AMT-01 ロディマス（2025年2月）
フレイムトイズ「鉄機巧」のデザインアレンジを行い、差し替えなしで変形ができるようにしている他、装備もハードポイントに取り付けられるようになっている。
MT-01EX ロストライト ロディマス（2026年2月、T-SPARK ZONE 流通限定販売）
上記をロストライトのカラーリングに変更したもの。
AM-T01 プレダキング（2026年3月予定）
フレイムトイズ「鉄機巧」のデザインアレンジを行い、差し替えなしで合体ができるようにしている他、装備もハードポイントに取り付けられるようになっている。また、プレダコン5体もそれぞれ差し替えなしで変形できるようになっている。

### ゾイド
AMZ-01 バーサークフューラー（2025年4月）
パーツの差し替えにより野生体、素体、完全体それぞれが再現可能。付属ディスプレイが付属。その他、ハンガーフレーム（飾り台）が付属し余剰パーツを取り付けて飾ることも可能。